# 昆吞乌
昆吞乌（1943年9月11日—2022年4月30日），生于撣邦昔卜，也常根据缅甸敬语写作吳昆吞烏，是缅甸撣邦政治人物。1965-1967年获仰光大学法学学士学位，之后成为印尼驻缅甸使馆的军事专员。1990年曾代表撣族民主联盟参加议会选举，该党在其中获得了23个席位，然而军政府拒不承认选举结果。数年后，撣族民主联盟与其他3个少数民族党派与全国民主联盟结成了联盟，并与执政党谈判。2005年因“叛国、诽谤和煽动对政府的不满”的罪名被判入狱93年而被关押在克钦邦葡萄县的监狱。大赦国际等人权组织将他列为政治犯，谴责对他的羁押。
2012年1月13日，包括他在内的651名被判刑人员获得释放。
2022年4月30日，在仰光家中去世。